# Miroslav Bartoš
Miroslav Bartoš (* 18. června 1954 Mladá Boleslav) je český a československý lékař, bývalý politik Československé strany lidové a poslanec Sněmovny lidu Federálního shromáždění po sametové revoluci. V letech 1995-2004 ředitel Ústřední vojenské nemocnice v Praze.

## Biografie
V prosinci 1989 usedl v rámci procesu kooptací do Federálního shromáždění po sametové revoluci za ČSL do Sněmovny lidu (volební obvod č. 24 - Mladá Boleslav, Středočeský kraj). Ve Federálním shromáždění setrval do konce funkčního období, tedy do svobodných voleb roku 1990.
K roku 1990 se uvádí jako samostatný odborný asistent Orthopedické kliniky Lékařské fakulty hygienické UK Praha. Působil jako ortoped a v letech 1995-2004 jako ředitel Ústřední vojenské nemocnice v Praze.